# Big Ocean
Big Ocean (кор. 빅오션) — це південнокорейський бой-бенд з трьох учасників, створений компанією Parastar Entertainment. Гурт дебютував 20 квітня 2024 року з синглом «Glow».
Big Ocean є першим айдол-гуртом, що складається з учасників з вадами слуху і ставить за мету розвінчати хибні уявлення та упередження щодо людей з інвалідністю. Кожен зі співаків має порушення слуху, тому використовує медичні пристрої, такі як кохлеарні імплантати та слухові апарати. Учасники використовують корейську жестову мову (KSL), американську жестову мову (ASL) та міжнародну жестову мову (ISL).

## Історія
22 березня 2024 року компанія Parastar Entertainment оголосила, що 20 квітня, у День людей з інвалідністю в Південній Кореї, відбудеться дебют гурту Big Ocean з своїм першим синглом «Glow». Гурт презентував пісню у програмі Show! Music Core на MBC.
Генеральна директорка Parastar Entertainment Ча Хейлі повідомила в інтерв'ю, що Big Ocean випустить два сингли в травні та червні 2024 року.
21 травня 2024 року оголошено, що гурт презентує свій другий сингл «Blow» 1 червня.
5 серпня 2024 року стало відомо, що Big Ocean випустить свій третій сингл «Slow» 11 серпня за участю Young K з Day6.
12 листопада 2024 року гурт випустив свій перший мініальбом Follow, до якого увійшли чотири композиції: Glow, Blow, Slow — з попередніх синглів та нова пісня під назвою Flow.

## Учасники
| Ім'я           | Позиція                   | Роки активності | Дата народження | Ріст           | Instagram     |
| -------------- | ------------------------- | --------------- | --------------- | -------------- | ------------- |
| Кім Джі Сок    | Головний танцюрист, макне | 2024 — донині   | 05.03.2003      | 184 см (6'0″)  | @jiseok_1     |
| Парк Хьон Джін | Головний вокаліст         | 2024 — донині   | 24.10.1999      | 180 см (5'11″) | @hyunjin_pick |
| Лі Чан Йон     | Головний репер            | 2024 — донині   | 27.03.1998      | 180 см (5'11″) | @chanyeon_l.3 |

### Кім Джі Сок
Народився з порушенням слуху, носить слухові апарати, закінчив школу Seoul Samsung School.
Перед тим, як його помітили на виступі і запросили в Parastar Entertainment, Джі Сок намагався пройти відбір в індустрії розваг впродовж півтора року. Спочатку не розповідав батькам, що стажується в компанії, бо боявся їхнього розчарування, але коли ті дізналися, то підтримали його.
Довгий час був лижним гонщиком команди Seoul Para Ski. Брав участь у 20-му Національному зимовому спортивному фестивалі для осіб з інвалідністю.
Раніше працював у кафе, любить тренуватися в спортзалі і також є моделлю.

### Парк Хьон Джін
Почав втрачати слух у віці трьох років після хвороби. Коли йому виповнилося чотири, батьки помітили, що його слух погіршився, коли він перестав відгукуватися на їхні звертання. Від чотирьох до дев'яти років носив слухові апарати. Після одного інциденту йому провели операцію по імплантації кохлеарного імплантату. Наразі носить слуховий апарат на правому вусі та кохлеарний імплант на лівому.
Хьон Джін закінчив факультет комп'ютерної інженерії в Університеті Дегу і планував стати інженером з кібербезпеки.
Потрапив до агентства гурту за рекомендацією Кім Чон Ука і став стажистом. Перед дебютом також був інфлюенсером, підвищував обізнаність про людей з порушеннями слуху.
Працював у кафе, був ведучим першого і другого сезонів програми EBS Go Together.
Захоплюється Бетховеном, грає на фортепіано.

### Лі Чан Йон
Чан Йон втратив слух в 11 років після хвороби. Має кохлеарний імплант, як і Хьон Джін.
Навчався в Університеті Усонг за спеціальністю «Терапія мовлення та реабілітація слуху». Отримав кваліфікацію аудіолога в Інституті сертифікації кваліфікацій аудіологів. Раніше працював в лікарні університету Кореї, де займався лікуванням порушень слуху.
Приєднався до Parastar Entertainment після зустрічі з актором Кім Лі Ху на заході проєкту для айдолів.
Спочатку не був зацікавлений стати айдолом, але з часом полюбив цю справу. Його батьки не підтримували це рішення, але тепер їхня думка змінилась.
Найстарший учасник групи Big Ocean. Грає на гітарі, захоплюється стрільбою з лука.

## Дискографія

### Мініальбом
- Follow (2024)

### Сингли
- «Glow» (2024)
- «Blow» (2024)
- «Slow» (2024)

## Цікаві факти
1. Учасники тренувались разом півтора року, перш ніж дебютувати.
2. Хлопці використовують програму штучного інтелекту з глибоким навчанням для запису пісень.
3. Хореографію відпрацьовують в приміщенні з шумозаглушенням, аби краще відчувати ритм музики.
4. Також учасники використовують наручні годинники, які вібрують на кожен біт, і метроном, для того, щоб залишатись синхронізованими з музикою.[8]